# Kabinett Depretis IV
Das Kabinett Depretis IV regierte das Königreich Italien vom 29. Mai 1881 bis zum 25. Mai 1883. Es war die erste von fünf aufeinanderfolgenden Regierungen, die alle von Agostino Depretis als Ministerpräsident angeführt wurden.
Das Kabinett Depretis IV löste das Kabinett Cairoli III ab und war das 21. Kabinett des Königreiches. Es wurde von der „Historischen Linken“ (italienisch Sinistra storica) gestützt und war 1 Jahr, 11 Monate und 26 Tage im Amt. Es bestand über die XIV. Legislaturperiode hinaus und fand auch noch nach der Parlamentswahl 1882 und dem Beginn der XV. Legislaturperiode die Unterstützung des Parlaments. Nachdem es in der Regierung zu Meinungsverschiedenheiten bezüglich der Innenpolitik gekommen war und sich der linke Flügel aus der Regierungsverantwortung zurückgezogen hatte, gab Depretis am 22. Mai 1883 seinen Rücktritt bekannt. Daraufhin wurde er von König Umberto I. erneut mit der Regierungsbildung beauftragt. Wenige Tage darauf präsentierte er das neue Kabinett Depretis V.

## Minister

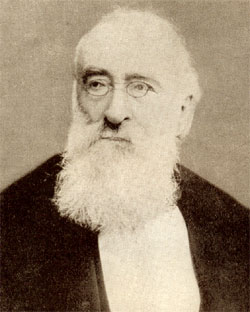
Agostino Depretis

| Ministerien                          | Name                                 |
| ------------------------------------ | ------------------------------------ |
| Ministerpräsident                    | Agostino Depretis                    |
| Äußeres                              | Pasquale Stanislao Mancini           |
| Inneres                              | Agostino Depretis                    |
| Justiz und Kirchenangelegenheiten    | Giuseppe Zanardelli                  |
| Krieg                                | Emilio Ferrero                       |
| Marine                               | Ferdinando Acton                     |
| Finanzen                             | Agostino Magliani                    |
| Schatz                               | Agostino Magliani (geschäftsführend) |
| Öffentliche Arbeiten                 | Alfredo Baccarini                    |
| Bildung                              | Guido Baccelli                       |
| Landwirtschaft, Industrie und Handel | Domenico Berti                       |